# Persone di nome Michael/Allenatori di calcio
| Questa pagina contiene informazioni ricavate automaticamente dalle voci biografiche con l'ausilio del template Bio e di un bot. L'aggiornamento è periodico e automatico e ricostruisce completamente la pagina. Se manca una persona in questa lista, sei pregato di non aggiungerla, ma accertati piuttosto che la sua voce biografica contenga il template Bio e che i dati anagrafici siano correttamente compilati. Se il template Bio manca, inseriscilo tu stesso o, in alternativa, metti l'avviso {{tmp\|Bio}} che ne segnala la mancanza. Se i dati riportati sono sbagliati, correggi direttamente la voce biografica; le modifiche saranno visibili in questa lista entro pochi giorni. Per chiarimenti vedi il progetto antroponimi. La lista contiene solo le 66 persone che sono citate nell'enciclopedia e per le quali è stato implementato correttamente il template Bio. Pagina aggiornata al 23 mag 2025. |

Questa è una lista di persone presenti nell'enciclopedia che hanno il nome Michael e sono allenatori di calcio.

## A(4)
- Michael Agazzi, allenatore di calcio e ex calciatore italiano (Ponte San Pietro, n. 1984)
- Michael Andersson, allenatore di calcio e ex calciatore svedese (Stoccolma, n. 1959)
- Michael Angerschmid, allenatore di calcio e ex calciatore austriaco (Schärding, n. 1974)
- Michael Appleton, allenatore di calcio e ex calciatore inglese (Salford, n. 1975)

## B(7)
- Michael Baur, allenatore di calcio austriaco (Innsbruck, n. 1969)
- Michael Beale, allenatore di calcio inglese (Bromley, n. 1980)
- Michael Boris, allenatore di calcio e ex calciatore tedesco (Bottrop, n. 1975)
- Michael Bradley, allenatore di calcio e ex calciatore statunitense (Princeton, n. 1987)
- Michael Brown, allenatore di calcio e ex calciatore inglese (Hartlepool, n. 1977)
- Mick Buxton, allenatore di calcio e ex calciatore inglese (Corbridge, n. 1943)
- Michael Büskens, allenatore di calcio e ex calciatore tedesco (Düsseldorf, n. 1968)

## C(3)
- Michael Carrick, allenatore di calcio e ex calciatore inglese (Wallsend, n. 1981)
- Michael Carvill, allenatore di calcio e ex calciatore nordirlandese (Belfast, n. 1988)
- Michael Cummins, allenatore di calcio e calciatore irlandese (Dublino, n. 1978)

## D(4)
- Michael Degiorgio, allenatore di calcio e ex calciatore maltese (Pietà, n. 1962)
- Mike Dillon, allenatore di calcio e ex calciatore inglese (Londra, n. 1952)
- Michael Doyle, allenatore di calcio e ex calciatore irlandese (Dublino, n. 1981)
- Michael Duff, allenatore di calcio e ex calciatore nordirlandese (Belfast, n. 1978)

## E(1)
- Michael Essien, allenatore di calcio e ex calciatore ghanese (Accra, n. 1982)

## F(2)
- Michael Fink, allenatore di calcio e calciatore tedesco (Waiblingen, n. 1982)
- Michael Frontzeck, allenatore di calcio e ex calciatore tedesco (Mönchengladbach, n. 1964)

## G(3)
- Mike Galloway, allenatore di calcio e ex calciatore scozzese (Oswestry, n. 1965)
- Michael Gault, allenatore di calcio e ex calciatore nordirlandese (Belfast, n. 1983)
- Michael Gspurning, allenatore di calcio e ex calciatore austriaco (Graz, n. 1981)

## H(2)
- Mick Harford, allenatore di calcio, dirigente sportivo e ex calciatore inglese (Sunderland, n. 1959)
- Michael Hughes, allenatore di calcio e ex calciatore nordirlandese (Larne, n. 1971)

## J(3)
- Mile Jedinak, allenatore di calcio e ex calciatore australiano (Sydney, n. 1984)
- Michael Johnson, allenatore di calcio, dirigente sportivo e ex calciatore giamaicano (Nottingham, n. 1973)
- Michael Jolley, allenatore di calcio inglese (Sheffield, n. 1977)

## K(3)
- Mike Keen, allenatore di calcio e calciatore inglese (High Wycombe, n. 1940 - Flackwell Heath, † 2009)
- Bryan King, allenatore di calcio e ex calciatore inglese (Bishop's Stortford, n. 1947)
- Michael Köllner, allenatore di calcio e dirigente sportivo tedesco (Fuchsmühl, n. 1969)

## L(6)
- Michael Lameck, allenatore di calcio e ex calciatore tedesco (Essen, n. 1949)
- Mike Lapper, allenatore di calcio e ex calciatore statunitense (Huntington Beach, n. 1970)
- Michael Laudrup, allenatore di calcio e ex calciatore danese (Frederiksberg, n. 1964)
- Mick Leech, allenatore di calcio e ex calciatore irlandese (Dublino, n. 1948)
- Michael Lusch, allenatore di calcio e ex calciatore tedesco (Hamm, n. 1964)
- Mick Lyons, allenatore di calcio e ex calciatore inglese (Liverpool, n. 1951)

## M(6)
- Michael Madl, allenatore di calcio e ex calciatore austriaco (Judenburg, n. 1988)
- Michael Madsen, allenatore di calcio e ex calciatore danese (Frederiksberg, n. 1974)
- Mick McCarthy, allenatore di calcio e ex calciatore irlandese (Barnsley, n. 1959)
- Mick McElwee, allenatore di calcio inglese (n. 1961)
- Michael Thoman, allenatore di calcio figiano
- Michael Mörz, allenatore di calcio e ex calciatore austriaco (Eisenstadt, n. 1980)

## N(2)
- Michael Nelson, allenatore di calcio e ex calciatore inglese (Gateshead, n. 1980)
- Mike Newell, allenatore di calcio e ex calciatore inglese (Liverpool, n. 1965)

## O(2)
- Michael O'Neill, allenatore di calcio e ex calciatore nordirlandese (Portadown, n. 1969)
- Michael Oenning, allenatore di calcio e ex calciatore tedesco (Coesfeld, n. 1965)

## P(2)
- Michael Pfeiffer, allenatore di calcio e calciatore tedesco (Eschweiler, n. 1925 - Vaals, † 2018)
- Mike Phelan, allenatore di calcio, dirigente sportivo e ex calciatore inglese (Nelson, n. 1962)

## R(1)
- Michael Reiziger, allenatore di calcio e ex calciatore olandese (Amstelveen, n. 1973)

## S(5)
- Michael Schjønberg, allenatore di calcio, dirigente sportivo e ex calciatore danese (Esbjerg, n. 1967)
- Michael Silberbauer, allenatore di calcio e ex calciatore danese (Støvring, n. 1981)
- Mike Sorber, allenatore di calcio e ex calciatore statunitense (Florissant, n. 1971)
- Mike Speight, allenatore di calcio e ex calciatore inglese (Upton, n. 1951)
- Michael Streiter, allenatore di calcio e ex calciatore austriaco (Hall in Tirol, n. 1966)

## T(3)
- Mick Tait, allenatore di calcio e ex calciatore inglese (Wallsend, n. 1956)
- Mickey Thomas, allenatore di calcio e ex calciatore gallese (Mochdre, n. 1954)
- Mike Tiddy, allenatore di calcio e calciatore inglese (Cadgwith, n. 1929 - Truro, † 2009)

## V(1)
- Mikey Varas, allenatore di calcio statunitense (Burlingame, n. 1982)

## W(6)
- Mick Wadsworth, allenatore di calcio, dirigente sportivo e ex calciatore inglese (Barnsley, n. 1950)
- Mike Walker, allenatore di calcio e ex calciatore gallese (Colwyn Bay, n. 1945)
- Mike Walsh, allenatore di calcio e ex calciatore irlandese (Blackley, n. 1956)
- Michael Wiesinger, allenatore di calcio e ex calciatore tedesco (Burghausen, n. 1972)
- Mike Williamson, allenatore di calcio e ex calciatore inglese (Stoke-on-Trent, n. 1983)
- Michael Wimmer, allenatore di calcio e ex calciatore tedesco (Dingolfing, n. 1980)